# Achdut haAwoda (1919)
Achdut haʿAvoda (hebräisch אַחְדוּת הָעֲבוֹדָה Achdūt haʿAvōdah, deutsch ‚Einigung der Arbeit‘) war eine linke und zionistische Partei, die im Mandatsgebiet Palästina von 1919 bis 1930 bestand. Sie entstand aus dem gemäßigten („rechten“) Flügel der marxistisch-zionistischen Poʿalei Zion und fusionierte schließlich mit Poʿel haZaʿir zur Mapai. Wichtigste Führungsfigur war David Ben-Gurion.

## Geschichte

Entwicklung der linken Parteien in Palästina bis 1948

Die Achdut haʿAvodah entstand infolge der Spaltung der ältesten sozialistisch-zionistischen Partei Poʿalei Zion 1919/20. Hintergrund war die weltweite Spaltung sozialistischer Parteien nach der Oktoberrevolution in Russland in Kommunisten und Sozialdemokraten. Während der linke Flügel der Kommunistischen Internationale zuneigte, wollte der „rechte“, d. h. sozialdemokratische, Flügel der Zionistischen Weltorganisation beitreten (die dem linken Flügel zu bürgerlich war).
Der sozialdemokratische Flügel in Palästina gründete dann zusammen mit zuvor parteilosen Arbeitern die Partei Achdut haʿAvoda. Diese initiierte zusammen mit der ebenfalls linkszionistischen HaPoʿel haZaʿir den Gewerkschaftsbund Histadrut, der die ökonomische und kulturelle Arbeit beider Parteien übernahm und in den folgenden Jahrzehnten größten Einfluss im Jischuv (jüdische Bevölkerung Palästinas) hatte. Zudem war die Partei mit der ebenfalls einflussreichen linken Kibbuzbewegung HaKibbutz haMeʾuchad verbunden. Bei den Wahlen zur Repräsentantenversammlung, dem Parlament der jüdischen Palästinenser unter britischem Mandat, wurde die Achdut haʿAvodah 1920 und 1925 stärkste Kraft.
Während HaPoʿel HaZaʿir eine Fusion mit der Achdut haʿAvoda aufgrund deren marxistischen Wurzeln zunächst abgelehnt hatte, war dies nach der weiteren Entradikalisierung der Partei Ende der 1920er-Jahre kein Hindernis mehr. So verschmolzen beide Parteien 1930 zur Partei der Arbeiter des Landes Israel (Mapai), die die politische Landschaft Palästinas bzw. Israels über die Unabhängigkeit hinaus bis in die 1960er-Jahre dominierte und aus der schließlich die heutige Arbeitspartei ʿAvodah hervorging. Der am weitesten links stehende Teil der Mapai, die sogenannte Siya Bet („Fraktion B“) spaltete sich 1944 ab und nahm den Namen HaTnuʿa leʾAchdut haʿAvodah (הַתְּנוּעָה לְאַחְדוּת הָעֲבוֹדָה ‚die Bewegung für die Einigung der Arbeit‘) an, bevor sie 1948 in der linkssozialistischen Mapam aufging.